# Paul von Püchler
Paul von Püchler († 11. November 1711 in Celle) war ein deutscher Jurist, zuletzt als Geheimer Justizrat und Vizepräsident des Oberlandesgerichts Celle.

## Leben
Paul von Püchler studierte ab 1670 an der Universität Helmstedt. Er begann seine berufliche Karriere in der Stadt Stade, wo er 1675 als Regierungsrat erwähnt wurde. Stade war als Hauptsitz der schwedischen Statthalterschaft von Anfang April 1676 bis zum 13. August 1676 belagert. Gemäß des Horneburger Vergleichs zwischen Münster und Celle im Hauptquartier Herzog Georg Wilhelms vom 10. August 1676 hatten die braunschweig-lüneburgischen Truppen nach dem Auszug der Schweden die Stadt besetzt. Nur wenige Tage danach setzte Herzog Georg Wilhelm eine Interimsregierung ein. Sie bestand zunächst aus dem Landdrost von Lauenburg Julius August von Bothmer, dem Buxtehuder Rechtsanwalt Tobias Reimers, der vorher am Schwedischen Tribunal zu Wismar tätig gewesen war, und dem kommissarisch eingesetzten Hofgerichtsassessor Paul von Püchler, einem kommissarisch eingesetzten Kammerschreiber und einigen Sekretären. Im Range eines Regierungsrats wurde von Püchler, für den soeben eine Besoldung über 50 Reichstaler Monatsgehalt angeordnet worden war, 1677 von Stade nach Celle berufen und wurde 1684 auf Lebenszeit Dekan des Stiftes Ramelsloh bei Seevetal und schließlich „kurbraunschweigischer Geheimer Justiz-Rath zu Celle“.
Im Jahr 1703 wurde er von der „hochfürstlichen Durchlauchtigkeit“ mit dem Rittersitz zu Dorfmark im Amt Fallingbostel beliehen.
Gemeinsam mit dem Leiter der Justizkanzlei in Celle, Weipart Ludwig von Fabrice, wurde der Justizrat von Püchler mit Schreiben vom 18. Mai 1707 beauftragt, für das junge Kurfürstentum Hannover ein Oberappellationsgericht in Celle einzurichten, dessen künftige Leitung 1708 von Fabrice übertragen wurde. Paul von Püchler bekam – wie von Fabrice „in Anerkennung ihrer Verdienste um die Ausarbeitung der Oberappellationsgerichtsordnung“ – die Stelle des Vizepräsidenten zugedacht. Das neue Gericht nahm seine Tätigkeit 1711 unter dem Präsidenten Weipart Ludwig von Fabrice auf. Da Paul von Püchler zu dem Zeitpunkt bereits verstorben war, rückte kurzzeitig der Hofrat Johann Christoph von Hedemann zum Vizepräsidenten auf.
Von Püchler hatte laut dem Großen vollständigen Universal-Lexicon aller Wissenschaften und Künste (1741) drei Söhne: Johann Helwig, der königlich großbritannischer Hauptmann wurde, Gottlieb Justus von Püchler, der königlich großbritannischer Rat wurde, und Ludewig Johann, der als königlich großbritannischer und churfürstlich braunschweigischer Geheimer Justizrat zu Stade wirkte. Über die Ehefrau von Püchlers ist dort nichts gesagt, auch ist sein Geburtsjahr nicht angegeben.
Vom Juni 1704 und den nachfolgenden Jahren ist Schriftverkehr zwischen Paul von Püchler und Gottfried Wilhelm Leibniz erhalten geblieben.